# مجلس النواب الليبي
مجلس النواب الليبي هو السلطة التشريعية المنتخبة في ليبيا بدأ من 4 أغسطس 2014 خلفاً للمؤتمر الوطني العام. مقر مجلس النواب الليبي هو مدينة بنغازي إلا أنه وحسب الإعلان الدستوري بإمكان النواب عقد جلساته في أي مدينة أخرى، حيث توافق غالبية النواب على اختيار مدينة طبرق التي تنعم بالهدوء النسبي لعقد جلساتهم عوضاً عن بنغازي أو طرابلس اللتين شهدتا الأسابيع السابقة لتسلم مجلس النواب مهامه تدهوراً وانفلاتاً أمنياً غير مسبوق.
مجلس النواب الليبي هو نتيجة مقترحات تقدمت بها لجنة قانونية عرفت باسم (لجنة فبراير) إلى المؤتمر الوطني العام الذي انتهت ولايته الدستورية من دون تحقيق النتائج التي كان يفترض به تحقيقها. حيث تركزت نتائج اللجنة على هدفين أساسيين للمرحلة الانتقالية الثالثة وهي: انتخاب مجلس نواب بطريقة الاقتراع المباشر من الشعب وانتخاب رئيس للدولة بطريقة الاقتراع المباشر من الشعب إلا أن المؤتمر الوطني العام وافق على مقترحات اللجنة ورفض البت في اختيار رئيس للبلاد بطريقة الانتخاب المباشر.
عدد نواب المجلس هم 200 نائب بينهم 12 نائباً لن يتم تمثيلهم حيث لم يتمكن المواطنون من انتخابهم في بعض المناطق الليبية التي تشهد تدهوراً أمنياً مثل مدينة درنة. وعقدت الجلسة الافتتاحية لمجلس النواب الليبي قد انعقدت في مدينة طبرق الاثنين 4 أغسطس 2014 حيث تسلم مهامه بنجاح من النائب الأول لرئيس المؤتمر الوطني العام المنتهية ولايته عز الدين العوامي إلى أكبر نواب مجلس النواب المنتخبين عمراً أبو بكر بعيرة بحضور أغلبية أعضائه ومنظمات دولية وإقليمية بينها بعثة الأمم المتحدة للدعم في ليبيا، جامعة الدول العربية، الاتحاد الأفريقي، الاتحاد الأوروبي ومنظمة التعاون الإسلامي.
كذلك رحبت حكومات غربية وعربية بعملية الانتقال الديمقراطي وتسلم مجلس النواب المنتخب السلطة في ليبيا.
وفي الجلسة الثانية لمجلس النواب الليبي تم انتخاب المستشار عقيلة صالح عيسى برئاسة مجلس النواب وذلك بعد فوزه بجولة الإعادة بينه وبين أبو بكر بعيرة والتي أجريت في وقت متأخر من مساء الاثنين 4 أغسطس 2014.
وتتبع لمجلس النواب مجموعة من الهيئات والمؤسسات من بينها هيئة الرقابة الإدارية (ليبيا)

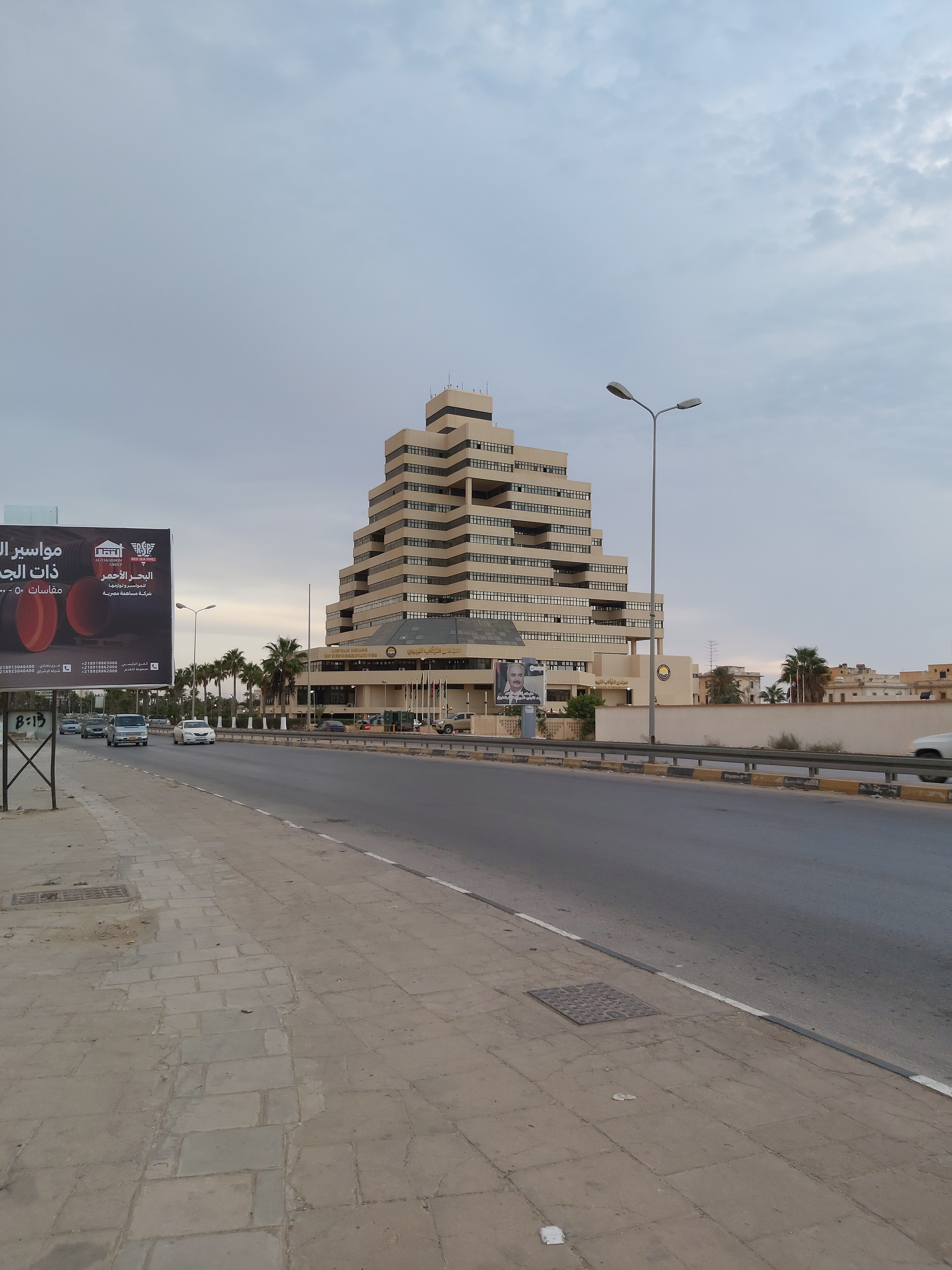
البرلمان الليبي في بنغازي

## الانتخابات ونتائجها
علق الناخبون الليبيون الآمال على مجلس النواب الليبي لإخراج البلاد من المشكل الأمني والسياسي والاقتصادي الذي تعانيه. إلا أن الانتخابات التي جاءت نتيجتها في غير صالح مايعرف بتيار الإسلام السياسي في ليبيا، أدت لظهور معارضين لمجلس النواب من بينهم المفتي الصادق الغرياني وهيئة علماء ليبيا وميليشيات ما تسمى المجلس الأعلى للثوار وغرفة عمليات ثوار ليبيا وتنسيقية العزل السياسي ومجلس شورى ثوار بنغازي وهو تحالف «أنصار الشريعة» والدروع، وحزب العدالة والبناء التابع لجماعة الاخوان المسلمين في ليبيا، ودروع المنطقة الوسطى.
وتأتي معارضة هذه الأطراف لمجلس النواب المنتخب على خلفية نتائج الانتخابات البرلمانية التي خسرها التيار الإسلامي، حيث لم يحصل إلا على 23 مقعد من أصل 188 مقعد، لذلك قرر هذا التيار عرقلة عمل مجلس النواب واعتبار كل ما يصدره من قرارات غير دستوري، واستغل قرار مجلس النواب الانعقاد في طبرق كمبرر لمقاطعته، بحجة أن الإعلان الدستوري والتعديلات التي أجراها المؤتمر الوطني العام نصت على أن مدينة بنغازي هي المقر الرسمي لمجلس النواب، حيث اعتمد المجلس على استشارة من وزير الداخلية المكلف صالح مازق، الذي أكد أن مدينتي طرابلس وبنغازي غير آمنتين لانعقاد جلسات مجلس النواب.

## حكم المحكمة العليا
قضت الدائرة الدستورية في المحكمة العليا في مقر انعقادها في طرابلس يوم 6 نوفمبر 2014 حكما يقضي «بعدم دستورية الفقرة الحادية عشر من التعديل الدستوري السابع الصادر في مارس 2014 وما ترتب عليه من آثار» مافُسر على أنه يحل مجلس النواب على خلفية «بطلان» تعديل إعلان دستوري مؤقت انتخب بموجبه المجلس.
وقد رفض مجلس النواب الليبي وتيارات سياسية ذلك الحكم فيما شككت جهات في نزاهة الحكم حيث كانت قوات من فجر ليبيا حول المقر، في حين أكدت عدة بلدان ومنظمات دولية اعترافها بمجلس النواب الليبي باعتباره الجهة المنتخبة. في حين رحبت فجر ليبيا التي تسيطر على مدينة طرابلس وجهات أخرى بالحكم معتبرة مجلس النواب في اطار (المنحل).
من جهة أخرى أعلنت لجنة فبراير والتي أًسند اليها (مقترح فبراير) من قبل المؤتمر الوطني العام المنتهية ولايته أن حكم الدائرة الدستورية بالمحكمة العليا لا يمس شرعية مجلس النواب المنتخب.

## حماية الأمن القومي الليبي
في 13 يوليو 2020، دعا مجلس النواب الليبي، القوات المسلحة المصرية للتدخل لحماية الأمن القومي الليبي والمصري إذا رأت أن هناك خطراً يطال أمن البلدين. ويؤكد ضرورة تظافر الجهود بين ليبيا ومصر لتحقيق الأمن والاستقرار ودحر المخاطر الناجمة عمّا سمتهُ «الاحتلال التركي».